# Козак, Ян (1980)
Ян Ко́зак (словац. Ján Kozák, 22 апреля 1980, Кошице, Чехословакия) — словацкий футболист, полузащитник. Сын Яна Козака-старшего.

## Клубная карьера
Ян Козак, воспитанник клуба «Локомотив» из города Кошице, карьеру профессионального футболиста начал в другом клубе из своего родного города — «Кошице». Первых серьёзных успехов, однако, футболист добился, уже покинув «Кошице» — с братиславской «Петржалкой», куда Ян Козак перешёл в 2003 году. В 2005 году «Петржалка» сделала «золотой дубль», став чемпионом Цоргонь-лиги и завоевав Кубок страны. Ян Козак ещё дважды становился чемпионом Словакии — с «Петржалкой» в 2008 году и на следующий год — с братиславским «Слованом».
В 2010 году футболист в очередной раз отправился выступать за рубеж: до этого в его послужном списке уже были выступления за бельгийский «Локерен», чешскую «Славию» и английский «Вест Бромвич Альбион». Очередным зарубежным клубом в карьере полузащитника сборной Словакии стала румынская «Тимишоара». В 2012 году Ян Козак выступал за узбекский «Бунёдкор».

## Карьера в сборной
Впервые за сборную страны Ян Козак сыграл в 2005 году, приняв участие в матче против сборной Германии. За 5 лет выступлений за сборную футболист принял участие в 23 матчах национальной команды, отметившись 2 забитыми мячами.

## Достижения
- Чемпион Словакии (4): 1998, 2005, 2008, 2009
- Обладатель Кубка Словакии: 2005

## Интересные факты
- Ян Козак — футболист во втором поколении: его отец, Ян Козак-старший, в 70−80-е годы XX века выступал за сборную Чехословакии (завоевав в её составе бронзу чемпионата Европы 1980 года), в настоящее время работает тренером в чемпионате Словакии.